# 米歇尔·阿弗拉克
米歇尔·阿弗拉克（阿拉伯語：ميشيل عفلق，羅馬化：Mīšīl ʿAflaq，1910年1月9日—1989年6月23日），叙利亚思想家、社会学家与阿拉伯民族主义领袖。其理论深刻地影响了阿拉伯复兴社会主义的发展，并被部分视为“阿拉伯复兴社会主义的首要创始人”。阿弗拉克的代表作包括《为了复兴》（1940年）、《唯一的归宿之战》（1958年）和《反对扭曲阿拉伯革命运动的斗争》（1975年）等。
1910年，阿弗拉克出生于叙利亚大马士革的一个中产阶级家庭。在巴黎索邦求学时，他遇见了未来的政治伙伴萨拉赫丁·比塔尔，并对共产主义和社会主义学说产生兴趣。1932年他回国任教，并开始了政治生涯。他最初成为一名共产主义活动分子，却在叙利亚－黎巴嫩共产党支持法国殖民政策的情况下与共产主义运动一刀两断。后来在1940年，阿弗拉克与比塔尔创建了阿拉伯复兴运动（后来参照了扎基·阿尔苏齐领导的“阿拉伯复兴”，把“复兴”一词的阿拉伯文由改为）。该运动很成功，在1947年与阿尔苏齐的“阿拉伯复兴”组织合并，成立阿拉伯复兴党。阿弗拉克进入党的执行委员会并被选为主席（意为党的领袖）。
1952年阿拉伯复兴党与阿克拉姆·胡拉尼领导的阿拉伯社会党合并，成立阿拉伯复兴社会党；阿弗拉克于1954年当选党的民族领导机构总书记。1950年代中到后期，复兴党与埃及总统贾迈勒·阿卜杜-纳赛尔开展合作，并最终促成埃及与叙利亚合并为阿拉伯联合共和国。阿联成立后，纳赛尔迫使阿弗拉克解散复兴党，阿弗拉克在未与其他党员协商的情况下被迫执行。阿联解体后不久，复兴党恢复活动，阿弗拉克又重新被选举为党的民族领导机构总书记。1963年叙利亚政变后，虽然复兴党夺取了政权，阿弗拉克本人在党内的领导地位却被削弱，他不得不于1965年辞去领导职务。1966年叙利亚政变后，阿弗拉克被流放，此举也造成了复兴党的分裂。他先是流亡到黎巴嫩，后来去了伊拉克。1968年阿弗拉克被选举为复兴党分裂后的伊拉克领导分支的民族领导机构总书记，却没有实权。此后他一直担任这一象征性职务直到于1989年6月23日在巴黎去世。
阿弗拉克关于政治、经济与社会的理论被统称为阿拉伯复兴社会主义，他主张阿拉伯世界各国团结起来，为实现阿拉伯祖国的统一和强盛而奋斗。他对资本主义和共产主义都持批判态度，尤其批判马克思将辩证唯物主义视为唯一真理的观点。阿拉伯复兴社会主义学说的重点在于自由与阿拉伯社会主义，并不是西方界定的国际社会主义运动的组成部分。阿弗拉克支持政教分离，坚定信奉世俗化。然而他是一名反对无神论的基督徒，相信伊斯兰教是“阿拉伯天才”的证明。1966年复兴党分裂后，叙利亚的黨分支指责阿弗拉克剽窃了阿尔苏齐的思想，称他为“小偷”，而伊拉克的黨分支则拒绝这一指控，且不承认阿尔苏齐对于阿拉伯复兴社会主义学说的贡献。

## 早期生活：1910－1939

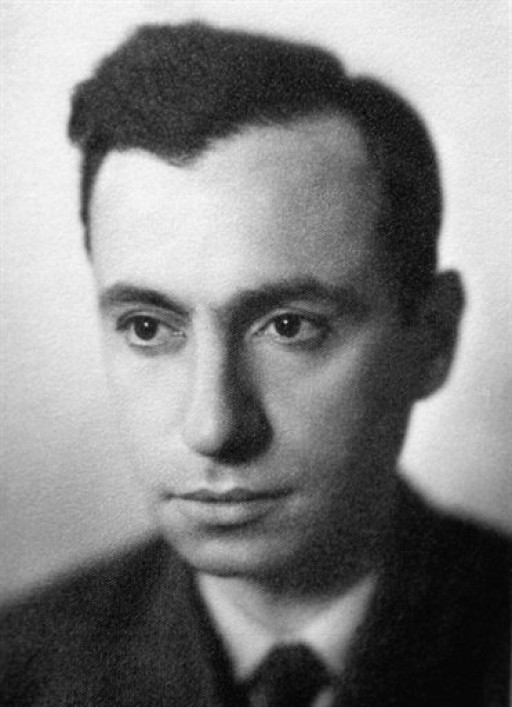
青年阿弗拉克（1930年代后期）

1910年1月9日，阿弗拉克出生于大马士革的一个信奉安条克正教会的中产阶级家庭，早年在法属叙利亚托管地的西化学校接受教育。1929年他离开叙利亚留学法国，在巴黎索邦（今巴黎大学）学习哲学。在求学期间，阿弗拉克受到了亨利·贝格松作品的影响，并遇见了他的长期合作伙伴、另一位叙利亚民族主义者萨拉赫丁·比塔尔。阿弗拉克在索邦成立了阿拉伯学生联合会，并发现了卡尔·马克思的著作，对社会主义学说产生了兴趣。1932年他回到叙利亚，开始积极参与共产主义政治活动。1933年回国期间，他与叙当地的叙利亚－黎巴嫩共产党（叙共）负责人创办《先锋》杂志，并为《天天》报撰稿。但后来，在法国共产党支持下的莱昂·布鲁姆政府继续在殖民地实施旧有殖民政策，阿弗拉克愤而退出了共产主义运动。阿弗拉克和其他叙利亚人原以为法共会支持殖民地独立，现实使他们大失所望，而叙共竟仍然支持法共的决定。从此以后，阿弗拉克看出共产主义运动已成为苏联的工具，乃与之分道扬镳。后来他受到了由安东·萨阿德领导的叙利亚社会民族党的组织和思想的影响。1934年阿弗拉克毕业，获法学硕士学位后回国。

### 阿拉伯复兴运动： 1940－1947
阿弗拉克和比塔尔回国后在“叙利亚最著名的中学”第一预备学校（今大马士革的哈希米高级中学）任教，阿弗拉克教历史，比塔尔教数学和物理。在法国时，两人受到马克思主义影响，而回国后又受到了阿拉伯民族主义的影响。阿弗拉克的思想即后来的阿拉伯复兴社会主义思想形成于他1935年前后参加的理论与实践活动中，他从传统的阿拉伯民族主义、泛伊斯兰主义、马克思主义的科学社会主义以及法国的安德烈·纪德和罗曼·罗兰等人的自由思想中汲取养分。他认为在当时的情况下，阿拉伯革命的主要任务是反对帝国主义和殖民主义，为阿拉伯民族的解放事业而斗争，为将阿拉伯民族组成一个统一的、强大的和独立的国家（阿拉伯祖国）而奋斗。他还认为，阿拉伯民族的统一将依靠阿拉伯民族主义和阿拉伯社会主义，而非伊斯兰教；社会主义革命将改变每一个阿拉伯人的精神和价值观。到了1940年，阿弗拉克和比塔尔周围已经形成一个学生圈子，他们每周五聚会。同年，阿弗拉克和比塔尔成立了一个叫阿拉伯复兴运动的政党。阿弗拉克的座右铭是：“拯救阿拉伯民族是我永恒的天职。”在1941年，他们利用大部分空闲时间为新成立的政党到处宣传。到了1942年，阿弗拉克已经表现出“引人注目的演说家”的才能，能运用“戏剧化的停顿”达到非常效果。后来党名中“复兴”一词的阿拉伯文由（有“复活”之意）改为（有“重生”之意），反映出当时席卷中东的激烈变化；伊拉克首相拉希德·阿里·凯拉尼已经挑战过大英帝国在伊拉克的统治。“复兴”一词阿拉伯文的改变标志着阿拉伯“复活”的思想已被阿拉伯“重生”的需要代替。阿拉伯复兴运动的改名参照了扎基·阿尔苏齐领导的“阿拉伯复兴”组织，而阿尔苏齐指责阿弗拉克和比塔尔剽窃了他的党名。尽管两个政党都具有阿拉伯民族主义色彩，但阿弗拉克和阿尔苏齐两人后来竟成了死对头。
1942年10月24日，阿弗拉克和比塔尔在同一天辞去了教师职务，并决定全身心投入到政治斗争中去。1941年他们成立了叙利亚援助伊拉克委员会，支持凯拉尼领导的伊拉克政府反对英国对伊拉克的侵略。另一个“阿拉伯复兴”组织的领导人阿尔苏齐对这个新的委员会持怀疑态度，他认为伊拉克人在这场战争中必败无疑，因而反对援助。同年该运动开始以“阿拉伯复兴运动”的名义出版材料。1943年7月，阿弗拉克在竞选声明中首次将阿拉伯复兴运动称为“阿拉伯复兴党”，把“统一阿拉伯民族是不朽的使命”作为党的口号。到了1945年，阿弗拉克和比塔尔拿到了法国托管当局给运动颁发的政党活动许可证。不过阿拉伯复兴运动一直没有成为正式的政党，直到1947年与阿尔苏齐的“阿拉伯复兴”组织合并为阿拉伯复兴党。阿弗拉克和比塔尔领导的阿拉伯复兴运动吸收了阿尔苏齐领导的“阿拉伯复兴”组织的支持者；而在1940年代，阿尔苏齐逐渐淡出公众的视线，他不再相信他人，而且根据他的一些伙伴的说法，他变成了偏执狂。两党合并后，唯一存在争议的议题是新党应该包含多少社会主义色彩；来自于原“阿拉伯复兴”组织的瓦希德·加尼姆和贾拉勒·赛义德希望阿弗拉克和比塔尔施行更多激进的社会主义方针。

## 早期政治生涯和阿联：1947－1963

### 阿拉伯复兴党的成立和早期发展
1947年阿拉伯复兴党第一次民族代表大会在大马士革召开。大会通过了党的章程，选举阿弗拉克为主席（意为“长老”或“领袖”）——全党最高职务，而且进入四人组成的执行委员会，从而成为全党有力的领导者，在组织中拥有广泛的权力；比塔尔被选为党的民族领导机构总书记。而原“阿拉伯复兴”领导人扎基·阿尔苏齐却没有担任任何职务，甚至连党员资格都未获得。阿弗拉克主管意识形态事务，是全党的精神导师；而比塔尔主持党的日常工作。事后证明两大复兴运动的合并是有问题的，原属阿尔苏齐阵营的党员更为左倾，他们后来强烈批评阿弗拉克的领导。
在1940年代后期，阿弗拉克和比塔尔为阿拉伯复兴社会主义学说注入了自由的气息，在1948年他们创办了《复兴报》。在1948年的第一次中东战争初期叙利亚军队败绩后，阿弗拉克测试了阿拉伯复兴党的力量——他领导了数次示威活动，反对叙利亚总统舒克里·库瓦特利领导的政府。阿弗拉克亲自领导了示威，他宣称库瓦特利是一个地主、一个腐败的资产阶级政客，应该为叙利亚军队的失败负责。他呼吁库瓦特利辞职，而且在《复兴报》上发表了数篇文章批评库瓦特利总统和政府总理贾米勒·马尔丹贝伊。事后马尔丹总理下令逮捕了阿弗拉克。而不久（1949年），库瓦特利政府被一场由叙陆军参谋长胡斯尼·扎伊姆领导的军事政变推翻。扎伊姆宣称叙利亚还未准备好建立自由民主制，于是下令取缔了所有政党。在扎伊姆当权期间，才获自由不久的阿弗拉克再次被捕，被关押在臭名昭著的马扎监狱中。扎伊姆的统治没有持续太久，于1949年8月被推翻，民选总统哈希姆·阿塔西取而代之。阿塔西组织成立了一个民族团结政府，重获自由的阿弗拉克被任命为教育部长，这是他担任的第一个也是唯一一个政府公职，他一直任职到同年12月。阿塔西的这次总统任期同样没有持续很长时间，在1951年又一场由阿迪卜·施舍克利领导的军事政变推翻了民选政府。
起初阿弗拉克像对阿塔西政府那样表达了对新政府的支持，他以为他和阿拉伯复兴党与施舍克利合作，因为他们有着相同的阿拉伯民族主义情感。事实证明阿弗拉克对施舍克利的看法是错误的，施舍克利当政后的首批决定之一就取缔所有政党，包括阿拉伯复兴党。在当局的不断压迫下，党的领导机构和一部分领导成员迁往邻国黎巴嫩。1952年，流亡黎巴嫩的阿弗拉克和比塔尔商定，阿拉伯复兴党与阿克拉姆·胡拉尼领导的阿拉伯社会党合并为阿拉伯复兴社会党（或译阿拉伯社会主义复兴党，一般仍简称为“阿拉伯复兴党”或“复兴党”，以下如无混淆一般简称“复兴党”）。阿弗拉克和伙伴们也同样与其他的施舍克利政府反对派合作，这样新成立的阿拉伯复兴社会党就成为各反对派的大本营。施舍克利于1954年2月被推翻。

### 权力政治： 1954－1963

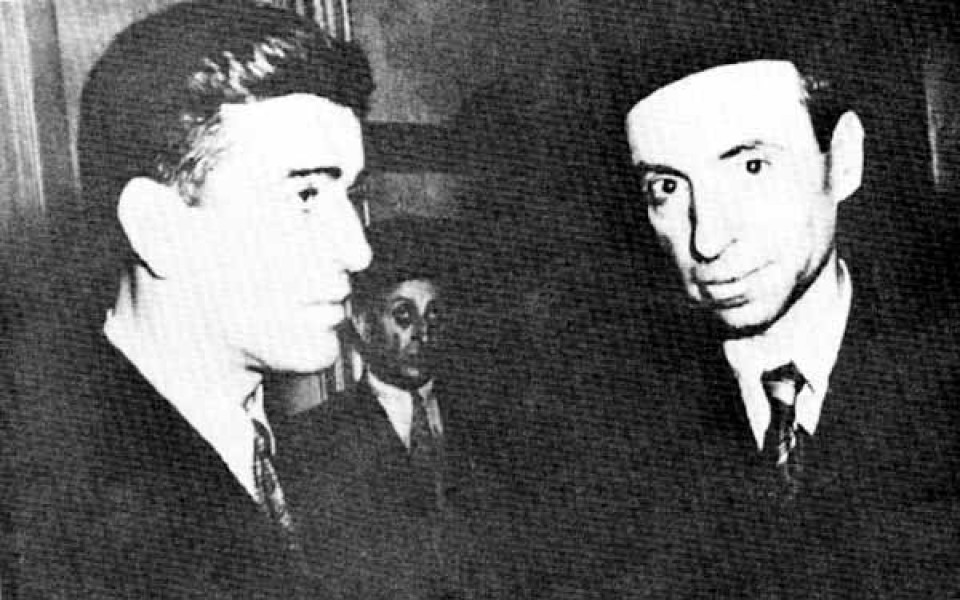
1957年阿弗拉克（右）与胡拉尼在一起

施舍克利下台后，叙利亚举行了五年来的首次民主选举。阿弗拉克、比塔尔和胡拉尼领导的阿拉伯复兴社会党（以下简称复兴党）在选举中赢得了22个议会席位。复兴党影响力的提升大部分归功于胡拉尼——由于胡拉尼的存在，一些原阿拉伯社会党的坚定支持者把选票投给了复兴党。此时阿弗拉克在党内的很大一部分影响力已经被胡拉尼及其支持者所取代了，后者在党内占了多数。阿弗拉克在党内影响力下降的一个明证是，尽管他反对，但复兴党仍决定与叙利亚共产党公开合作。尽管如此，在复兴党的第二次民族代表大会上，阿弗拉克仍然被选为新一届民族领导机构的总书记，即党的最高领袖。阿弗拉克为复兴党拟定的外交路线是反对英、美为插手中东事务而抛出的巴格达条约组织和艾森豪威尔主义，谋求实现阿拉伯民族的统一，为此要求作为阿拉伯国家中进步国家的代表——叙利亚和埃及率先实行合并。

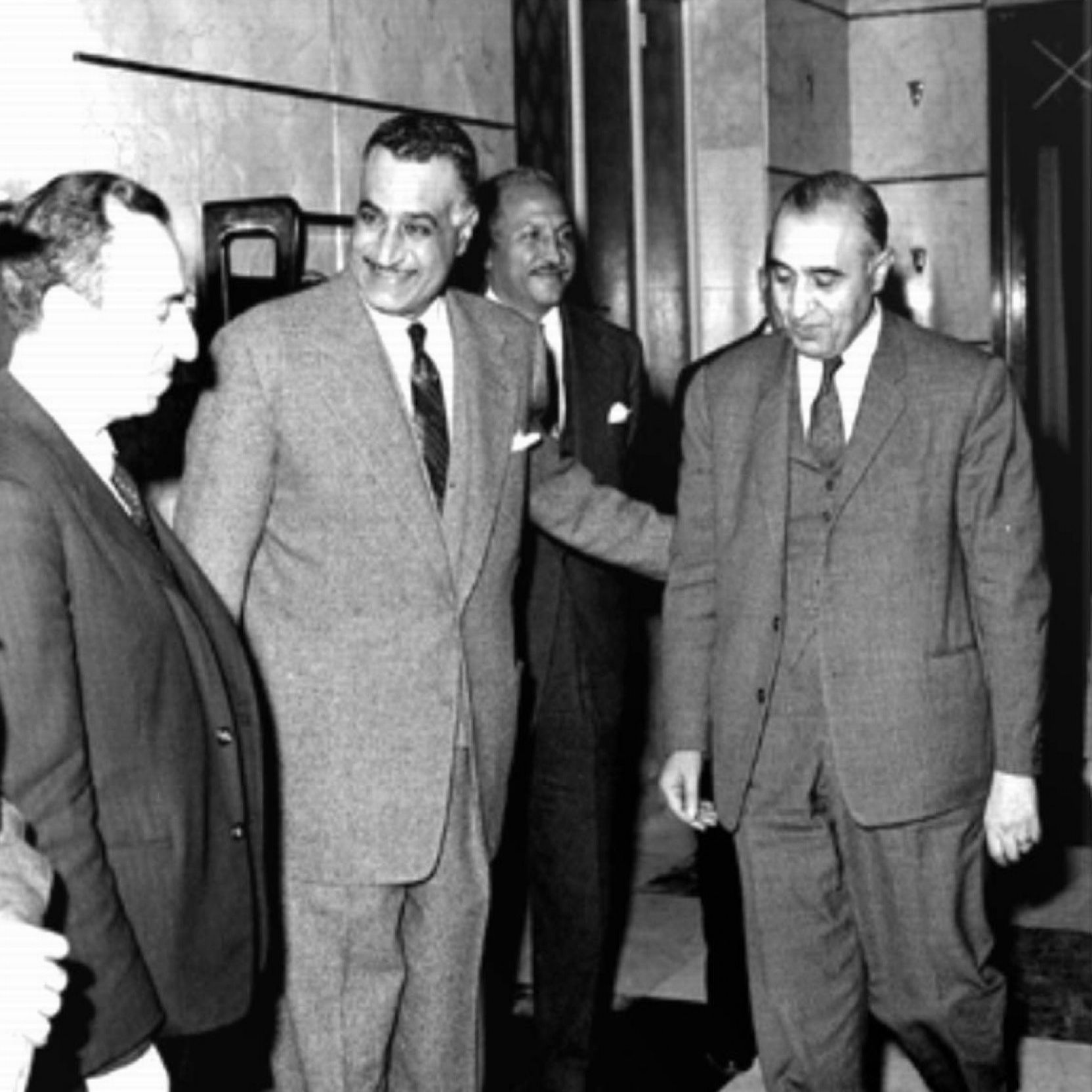
1958年阿弗拉克（左）与纳赛尔总统（中）和比塔尔（右）在一起

在复兴党的推动下，1958年2月21日叙利亚与埃及合并为阿拉伯联合共和国（简称“阿联”），原埃及总统贾迈勒·阿卜杜-纳赛尔出任阿联总统。然而由于合并前的埃及不允许非执政党存在，合并后依然如此，纳赛尔总统遂迫使阿弗拉克解散复兴党，而阿弗拉克在没有召开党代会讨论此事的情况下就于2月23日以总书记的名义下令解散复兴党在阿联境内的一切组织机构。阿联成为复兴党的灾难——在纳赛尔统治时期，复兴党几乎停止了活动。尽管阿拉伯复兴社会主义运动自1958年阿拉伯复兴党与阿拉伯社会党合并后已成为最重要的阿拉伯民族主义运动，但在纳赛尔主义统治的三年中陷入了混乱。只有少数复兴党党员在联合共和国政府中担任公职，例如胡拉尼成为共和国副总统，比塔尔担任文化与指导部长。1959年初，复兴党籍的部长先后退出阿联内阁，随后阿联政府正式宣布取缔复兴党，而阿弗拉克不得不避居黎巴嫩。一些党员——大多数为年轻党员——批评阿弗拉克造成了当下的状况，因为是他在未召开民族代表大会的情况下自行把党解散。哈菲兹·阿萨德、萨拉赫·贾迪德和其他一部分党员最终建立了军事委员会以挽救几近消亡的叙利亚阿拉伯复兴社会主义运动。复兴党的第三次民族代表大会于1959年召开，大会支持了阿弗拉克解散党的决定。不过在翌年（1960年）召开的党的第四次民族代表大会上，贾迪德代表当时还不知名的军事委员会出席，大会否决了解散党的决定并呼吁重建复兴党。大会还决定通过从内部实现阿拉伯联合共和国民主化的方式改善与纳赛尔的关系。而党内由胡拉尼领导的一派则呼吁让叙利亚从阿联中分离出去。阿联于1961年解散，一些复兴党人对此叫好，其中包括比塔尔。
在1961年举行的新一届议会选举中，复兴党获得20个议席，比上一届的22席减少2席。1962年，阿弗拉克在霍姆斯主持召开党的第五次民族代表大会。胡拉尼没有受邀参会；那些依然活跃且无视阿弗拉克命令的分支以及在阿拉伯联合共和国时期变为纳赛尔主义者的阿拉伯复兴社会主义者也没有受邀参会。阿弗拉克再次被选为党的民族领导机构总书记，他下令重建党的叙利亚地区组织。在此次大会期间，阿弗拉克通过穆罕默德·奥姆兰第一次与军事委员会有了接触；军事委员会请求阿弗拉克同意发动一次政变，阿弗拉克同意了他们的计划。复兴党的伊拉克地区分支成功领导了1963年2月的政变，推翻了阿卜杜勒-卡里姆·卡塞姆政府，紧接着军事委员会又策划了推翻叙利亚总统纳齐姆·库德西的政变。1963年叙利亚政变获得成功，建立起复兴党政府。掌权者的第一道命令是成立革命指挥全国委员会，成员全部都是阿拉伯复兴社会主义者和纳赛尔主义者，而且最初是由军人而不是文官控制的。阿弗拉克也是革命指挥全国委员会的成员。

## 斗争：1963－1968

### 开始：1963－1964

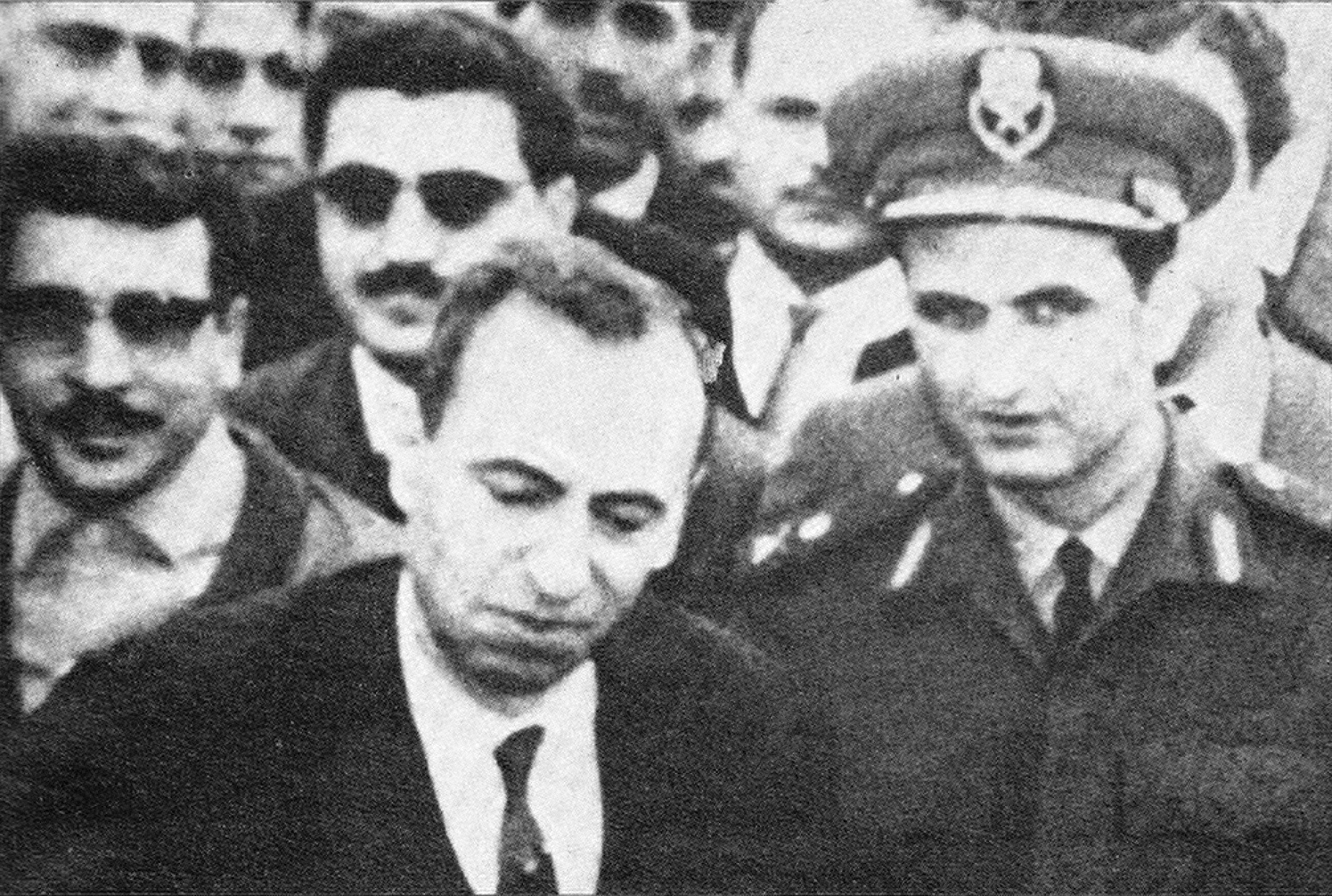
复兴党在叙利亚掌权后不久，1963年阿弗拉克与萨拉赫·贾迪德在一起。

复兴党人与纳赛尔主义者的关系跌至了最低点。按照纳赛尔的说法，复兴党在伊拉克和叙利亚的掌权将他置于“锤子与铁砧之间”，伊叙结盟会削弱他作为反阿拉伯领袖的影响力。纳赛尔开始发起对复兴党的口诛笔伐；阿弗拉克被嘲讽为一位傀儡“罗马皇帝”、一个科普特基督教徒，而他作为理论家做出的贡献则被斥为一无是处。作为反击，阿弗拉克在一些复兴党会议上表现出完全的愤怒，他成了一位反纳赛尔主义者。由于他的反纳赛尔立场，他与比塔尔闹翻了，因为后者依然相信有机会可以与纳赛尔搞好关系。
与纳赛尔的决裂削弱了复兴党创始领导人的影响力，而给军事委员会影响力的扩大创造了条件。掌权后，军事委员会开始寻求理论指导，但不像以前那样碰到问题就求助于阿弗拉克，他们转而与汉穆德·舒菲领导的复兴党马克思主义分支联系。在复兴党叙利亚地区代表大会上，激进的军事委员会反对阿弗拉克与元老们温和的社会与经济政策，同样也反对他们的领导。军事委员会认为阿弗拉克已经年老体弱，一心想把他拉下台。在1963年10月举行的复兴党第六次民族代表大会上，阿弗拉克勉强保住了名义上的最高领导人总书记的职位，而由舒菲和阿里·萨利赫·萨迪领导的马克思主义分支分别在叙利亚和伊拉克成为党内多数派。阿弗拉克面对的另一问题是他的一些支持者没有入选领导层，例如比塔尔未能再次进入党的民族领导机构。一个由军官组成的新的领导层逐渐崛起，代替了原有的文职领导层；叙利亚的贾迪德与阿明·哈菲兹以及伊拉克的艾哈迈德·哈桑·贝克尔与萨利赫·迈赫迪·阿马什都进入了党的民族领导机构。军事委员会实际上从文职领导层手中夺取了党政大权，他们对于军人掌权的批评是敏感的，并在一本理论小册子中回应说，要实现社会主义改造的目标，军民共生是非常重要的。而在外界看来阿弗拉克似乎依然大权在握，就如突尼斯《行动报》报道的那样，阿弗拉克是 “在一个月中制造了两起（伊拉克和叙利亚）政变的哲学家”。
复兴党的运作并不像外界看到的那样顺利；党的伊拉克地区分支成员已经开始减少。伊拉克军队与复兴党的好战武装国民卫队互相厌恶。11月11日，复兴党伊拉克地区领导机构书记萨迪被一些军官和温和的复兴党人流放到了马德里。阿弗拉克匆忙赶往伊拉克，解散了党的伊拉克地区领导机构，并宣布在新的地区领导机构选出之前由民族领导机构负责伊拉克地区的党务。阿弗拉克此举并没有得到大多数伊拉克军官和复兴党人的热烈响应，他们认为由基督徒来统治一个穆斯林国家的想法是不可思议的。
复兴党在伊拉克的情况没有改善，伊拉克总统、纳赛尔主义者阿卜杜萨拉姆·阿里夫于11月18日发动反复兴党政府的政变并获得成功。阻扰纳赛尔的泛阿拉伯计划的梦想破灭了，现在是纳赛尔和纳赛尔主义者阻扰了阿拉伯复兴社会主义运动。得知政变的消息后，阿弗拉克和其他一些复兴党人从伊拉克逃往叙利亚。

### 分裂：1964－1965
穆罕默德·奥姆兰原是复兴党军事委员会的成员，后与军委会闹翻，他将军委会秘密推翻以阿弗拉克为首的复兴党文职领导层并夺取党政权力的计划告诉了阿弗拉克。不久，奥姆兰因支持阿弗拉克一派而调任叙利亚驻西班牙大使，实际上是流放海外。阿弗拉克对这一试图撤销他的总书记领导地位的威胁做出回应，请求党的民族领导机构解散叙利亚地区领导机构。但当大多数党员反对这一举动时，他被迫撤回请求。阿弗拉克与军事委员会的权力斗争公开化了，但在这场斗争中阿弗拉克不断败退。很明显，斗争的主动权从一开始就掌握在反阿弗拉克力量一方。为了应对军事委员会的威胁，阿弗拉克动用党的规章制度对付他们。而为了对付阿弗拉克，军事委员会与自称“地区主义者”的反阿弗拉克强硬派结盟，这些地区主义者并未听从阿弗拉克于1950年代宣布的解散党组织的命令。
1965年3月复兴党叙利亚地区代表大会召开，党的民族领导机构将权力下放给叙利亚地区领导机构。从此，叙利亚的国家元首（总统）当然地由复兴党人担任。地区领导机构还有权任命总理、内阁、陆军参谋长和其他高级军事指挥官。阿弗拉克对于事态的变化感到不安，同年5月他主持召开了复兴党第八次民族代表大会，让自己的支持者与军事委员会的支持者之间展开对决，以期压倒后者。但是他的算盘落空了。民族领导机构的一些文职成员，比如黎巴嫩人纪伯伦·马吉达拉尼和沙特人阿里·加南主张谨慎从事，他们担心如果阿弗拉克对军事委员会逼迫太甚，军官们会接管党的叙利亚地区分支，甚至整个复兴党——就像党的伊拉克地区领导机构被解散后伊拉克发生的军事政变一样。在他们的建议下，阿弗拉克只得保持沉默。但出乎他意料的是，他的沉默换来的是领导职务的丢失——他的民族领导机构总书记职务被叙利亚裔约旦人穆尼夫·拉扎兹所继任。不过当阿明·哈菲兹倒向阿弗拉克阵营后，复兴党内的两大集团争夺的权力被意外地重新洗牌。相对于其他军官，哈菲兹在党内外的影响力很小，但他的转向导致党内亲阿弗拉克派的复苏，在西班牙的比塔尔和奥姆兰被召回叙利亚组建新政府。

### 倒台：1966－1968

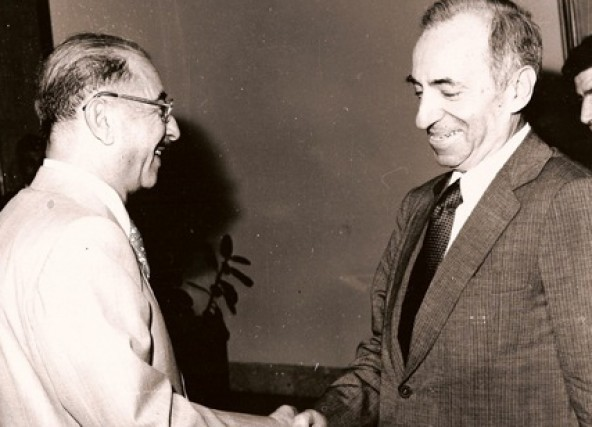
1968年阿弗拉克（右）与伊拉克总统、复兴党伊拉克地区领导机构书记艾哈迈德·哈桑·贝克尔握手

继任阿弗拉克总书记职位的拉扎兹来自亲阿弗拉克阵营，他在哈菲兹倒向阿弗拉克阵营后，宣布党的民族领导机构是党法理上的领导主体。他任命比塔尔为总理，奥姆兰为国防部长，曼苏尔·阿特拉什为革命指挥全国委员会主席，而哈菲兹留任总统。对于亲阿弗拉克阵营的反扑，复兴党军事委员会强人、叙利亚地区领导机构副书记、叙陆军参谋长萨拉赫·贾迪德下令逮捕了国防部长奥姆兰的一些支持者，而奥姆兰解除了部分亲贾迪德军官的职务还以颜色。其中最重要的是亲贾迪德的艾哈迈德·苏韦达尼，他本是叙利亚军事情报部门负责人，奥姆兰调任他为军官管理部门负责人。2月23日，贾迪德与空军司令哈菲兹·阿萨德领导发动了一场军事政变，推翻了当时的叙利亚政府和复兴党领导层。阿弗拉克被捕，与他的支持者们一起被拘禁于政府招待所内，而复兴党内其他派别的成员逃离了叙利亚。同年8月叙利亚新的统治者宣布大赦，阿弗拉克在亲密战友和值得信任的同志纳西姆·萨法尔·贾拉尼及马利克·巴舒尔的帮助下获释，但永远不允许回到自己的祖国叙利亚。他先逃到了黎巴嫩首都贝鲁特，之后又去了巴西。
阿弗拉克的倒台造成了复兴党的分裂：复兴党事实上分裂为两个党，一个由叙利亚领导，另一个由伊拉克领导。由贾迪德及其支持者领导的复兴党叙利亚领导分支宣称1940年创建“阿拉伯复兴”组织的扎基·阿尔苏齐为阿拉伯复兴社会主义思想之父，而由艾哈迈德·哈桑·贝克尔与萨达姆·侯赛因领导的复兴党伊拉克领导分支仍然尊崇阿弗拉克为阿拉伯复兴社会主义思想的创造者。推翻亲阿弗拉克阵营的政变发生后，复兴党第九次民族代表大会于1966年2月召开，在会上伊拉克代表团公开与叙利亚的阿拉伯复兴社会主义者决裂。伊拉克复兴党人于1968年2月在贝鲁特召开了“真正的”第九次民族代表大会，并再次选举阿弗拉克为民族领导机构总书记。阿弗拉克的再次当选造成了他与比塔尔的最终决裂；在贝鲁特大会召开前，比塔尔宣布他已经退出复兴党，并完全放弃了阿拉伯复兴社会主义运动。

## 晚年：1968－1989

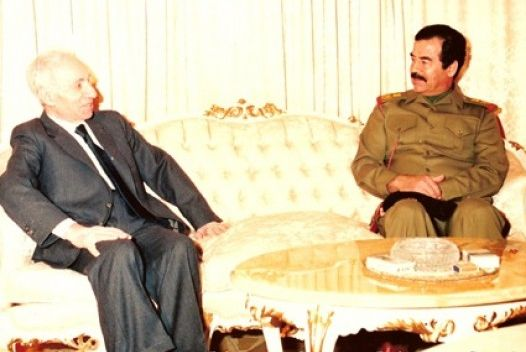
1988年米歇尔·阿弗拉克（左）与萨达姆·侯赛因举行会谈

阿弗拉克在伊拉克复兴党人的支持下再次当选党的民族领导机构总书记，之后他便移居伊拉克首都巴格达。他在巴格达一直住到1970年，当年约旦政府与在约旦的巴勒斯坦解放组织爆发冲突，即所谓黑九月事件。阿弗拉克批评复兴党领导层在冲突中给巴解组织的帮助太少。冲突期间，他为亚西尔·阿拉法特和巴解组织广泛游说，他希望伊拉克出面干预，但时任伊拉克总统、复兴党伊拉克地区领导机构书记贝克尔拒绝牵扯其中。冲突的结果是巴解组织伤亡惨重，被赶出约旦，而阿弗拉克痛心于伊拉克领导人的不作为，离开伊拉克前往黎巴嫩，开始了自我放逐。
实际上，自1969年叙利亚和伊拉克两个复兴党正式分裂后，阿弗拉克已经完全失去了对他一手创建的复兴党的领导控制权。1970年11月13日，叙利亚国防部长兼空军司令哈菲兹·阿萨德发动政变推翻了贾迪德政府后上台执政，成为新一任叙利亚总统。但阿萨德的复兴党新政府同样不容纳阿弗拉克，反而于1971年9月以“阴谋反对叙利亚政权”的罪名缺席判处阿弗拉克死刑。同年11月阿萨德宣布取消对阿弗拉克的死刑判决，但阿弗拉克已无意返回祖国，害怕遭受终生软禁。
经过4年的自我放逐，阿弗拉克于黎巴嫩内战爆发前一年（1974年）回到伊拉克。他没有参与伊拉克的政治生活。在伊拉克期间他出版了一些作品，其中最重要的是于1975年出版的《反对扭曲阿拉伯革命运动的斗争》。阿弗拉克与后来的伊拉克总统萨达姆·侯赛因交好，从而恢复了些许影响力。两伊战争期间伊朗领导人指责萨达姆在一个基督徒（指阿弗拉克）的控制下，并把阿弗拉克描述为“一个基督教异教徒（相对于伊斯兰教而言）”。
实际上，阿弗拉克在伊拉克担任名义上的复兴党最高领导人期间享有作为阿拉伯复兴社会主义运动创始人的一切荣耀，但在制定具体政策时他却被忽略了。

### 逝世

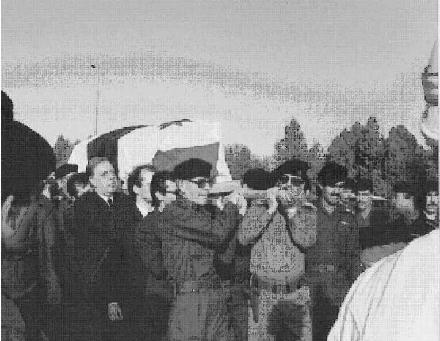
萨达姆（前中右）与伊拉克二号人物伊扎特·易卜拉欣·杜里（前中左）抬着阿弗拉克的灵柩

阿弗拉克在巴黎接受了心脏手术后，于1989年6月23日在当地逝世。萨达姆宣称阿弗拉克临终前皈依了伊斯兰教，但之后阿弗拉克的家人对此表示质疑。尽管如此，萨达姆还是为阿弗拉克举行了伊斯兰式的葬礼。阿弗拉克家人认为萨达姆所谓的阿弗拉克改宗伊斯兰教的宣称只是他用来划清复兴党与基督教界限的工具。阿弗拉克的陵墓由萨达姆下令建造，在2003年美军入侵伊拉克后被驻扎在绿区的美国大兵作为军营使用。根据阿弗拉克家人的说法，阿弗拉克陵墓在美军入侵期间受损严重。

## 思想
阿弗拉克的阿拉伯复兴社会主义思想的核心组成部分之一是后世所称的阿拉伯社会主义。他在法国留学期间受到马克思主义的影响，回国后将社会主义学说与阿拉伯民族主义现实需求结合在一起，发展了阿拉伯民族主义思想。作为阿拉伯民族主义者，他主张反对阿拉伯封建贵族统治，更反对殖民主义和帝国主义。而受泛阿拉伯主义、泛伊斯兰主义和西方自由主义思想的影响，他也重视阿拉伯民族的统一和自由。

### “统一、自由、社会主义”
| “                                                                                              | 什么样的自由比投身于自己祖国的复兴和革命之中更广泛、更伟大呢？我们所追求的自由并不反对采取立法措施遏制封建领主、资本家和机会主义者的剥削。这是一种新型的、严格的自由，它反对压迫和混乱。独裁是一种不稳定、不合适和自我矛盾的制度，它不允许个人成长的意识存在。 | ” |
| ——阿弗拉克在一次演讲中谈论复兴党的主要原则之一；“自由会给阿拉伯人带来统一（建立阿拉伯祖国）”。 | |   |

阿拉伯复兴社会党的口号“统一、自由、社会主义”是阿弗拉克和阿拉伯复兴社会主义思想的精髓。阿拉伯复兴社会党的前身阿拉伯复兴党第一次民族代表大会通过的党纲对宗教、阿拉伯统一、个人自由、妇女解放和社会主义问题做出了规定，充分体现了该党和阿弗拉克的统一、自由和社会主义三大目标。其中，社会主义是躯体，而统一是灵魂。
阿弗拉克把统一放在首位，强调全体阿拉伯人是一个统一的民族，目标是把阿拉伯民族统一在一个国家——阿拉伯祖国之中，阿拉伯祖国是一个不可分割的政治经济实体，而为实现统一的目标必须反对殖民主义。统一的具体蓝图是施行联邦制，而这个联邦将是世俗的社会主义国家。建立一个统一的阿拉伯祖国对阿拉伯世界的发展将有直接的影响。阿拉伯祖国的建立将带来一场阿拉伯复兴。如果不统一的话，现存的阿拉伯各国只会逐渐“衰落”，它们已经罹患多种痼疾——“封建主义、宗派主义、區域主義、知识分子的反动主义”。在阿弗拉克看来，唯一能够“治疗”这些痼疾的方法就是发动一场革命运动。受马克思主义影响，阿弗拉克认为在一个不确定的时期（从旧时代向新时代的过度期）内需要有一个先锋党统治阿拉伯祖国。
阿弗拉克把自由放在第二位，他主张必须把阿拉伯祖国从殖民主义的统治中解放出来，让全体阿拉伯人拥有自由支配命运和财产的权利，使个体自由与民族解放同步发展。对于自由的需求是阿拉伯复兴社会主义定义的特色之一， 但是这种自由不是自由民主制定义中所使用的那种自由。阿弗拉克是思想多元化的坚定信徒， 但他反对多党制选举。根据他的理论，在过渡期将实行复兴党一党统治，领导人民而无需咨询人民的意见， 因为党知道什么是正确的。
阿拉伯复兴社会主义的最后一项宗旨是“社会主义”，它不是西方传统上定义的社会主义，而是具有阿拉伯特色的社会主义，阿弗拉克创造了“阿拉伯社会主义”一词来表示这种社会主义。根据他的说法，阿拉伯世界的社会主义萌芽最早在穆罕默德时代就已经出现了。阿拉伯社会主义的重点不是回答如下问题：国家控制多少是必须的，或者如何实现经济平等；阿拉伯社会主义是一种将阿拉伯人民从压迫和奴役中解放出来的制度，从而为个体创造独立的发展空间。阿弗拉克认为社会主义是一种公正、合理的经济制度。
阿弗拉克反对马克思关于辩证唯物主义是唯一真理的看法，他认为“生活中物质经济条件的重要性”是近代史上最伟大的发现之一。即便如此，他既反对共产主义，也反对资本主义，而且他不希望冷战中东、西方两大阵营的任何一方崩溃——他认为冷战是遏制和平衡两大阵营势力的一种途径。

### 伊斯兰教的角色
阿弗拉克认为伊斯兰教的兴起是一场革命性运动。与其他民族不同，阿拉伯人的觉醒和壮大归功于伊斯兰教。因此，阿弗拉克认为阿拉伯人的灵性与伊斯兰教直接关联，因而一个阿拉伯人不能将其伊斯兰属性去除，否则就不成其为阿拉伯人了。就像穆罕默德在世时的伊斯兰教一样，阿拉伯民族主义是一场精神上的革命性运动，它正在引领阿拉伯人走向新的复兴：阿拉伯民族主义是阿拉伯世界出现的第二场革命。在阿弗拉克看来，所有阿拉伯宗教团体都应该尊重和崇拜伊斯兰教的灵性，即使他们在宗教意义上并不信仰伊斯兰教——阿弗拉克本人就不是穆斯林而是基督徒，但他也崇拜伊斯兰教。阿弗拉克并不认为崇拜穆罕默德是必须的，但他认为所有阿拉伯人都应该仿效穆罕默德，用他自己话来说就是，阿拉伯人“属于诞生了穆罕默德的民族；或者更确切地说，这个阿拉伯人是穆罕默德尽全力创造的共同体中的一员……穆罕默德是所有的阿拉伯人；让我们今天把所有阿拉伯人变成穆罕默德”。根据阿弗拉克的说法，穆罕默德时代的穆斯林是阿拉伯人的代名词——穆罕默德生前只有阿拉伯人对外传播伊斯兰教的讯息。与是宗教领袖而非政治领袖的耶稣不同，穆罕默德既是宗教领袖也是政治领袖——伊斯兰教和阿拉伯世界的第一位领袖。所以，在阿拉伯世界施行的世俗化不能与在西方施行的方式一样。
阿弗拉克呼吁所有阿拉伯人，不管是穆斯林还是非穆斯林，都要对伊斯兰教在创造阿拉伯特色的过程中发挥的作用表示钦佩。但他的这一关于伊斯兰教的观点纯粹是精神层面的，他还强调伊斯兰教“不应该被强加”到国家和社会中。阿弗拉克反复强调复兴党既反对无神论，又反对原教旨主义；原教旨主义者代表了“一种肤浅的、错误的信仰”。根据复兴党的意识形态，所有宗教都是平等的。尽管阿弗拉克持反唯物论立场，但他是世俗政府的坚定支持者，他表示复兴党政权将用一个“建立在阿拉伯民族主义基础上的、道德上自由的”国家取代宗教。

## 影响与评价

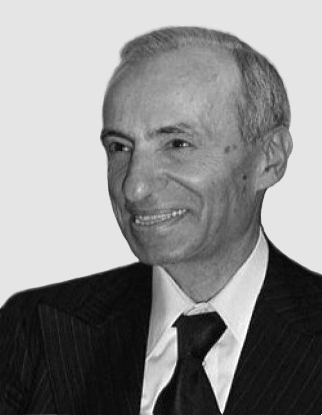
阿弗拉克在伊拉克

福阿德·阿贾米批评阿弗拉克的理论缺乏实质内容，他说：“关于他（指阿弗拉克）的部分将近三百页，对于哪里错了以及需要做什么的问题看不出有多少见地；只有对文字的明显的迷恋。”“阿弗拉克号召党（指复兴党）放弃权力并回到它‘纯粹的本质’。”这种批评有一定的道理。阿弗拉克花了很多时间乐观地描述阿拉伯祖国的过去和未来，以及如何统一阿拉伯世界。《恐怖的共和国：现代伊拉克政治》的作者卡纳安·马基亚提到：对“阿弗拉克（来说），现实情况只限于党的内部”。相较于其他哲学家如卡尔·马克思和约翰·洛克，阿弗拉克的世界观对人类的物质和社会经济行为没有明确的立场。其他哲学家通常把什么是真实的和什么是不真实的分开，而阿弗拉克没有定义什么“是”和什么“应该”是，而把它们都归为一类，即什么是“可实现的”。
阿弗拉克的长期战友和同志萨拉赫丁·比塔尔比阿弗拉克更实际、更积极地参与政治生活，而阿弗拉克本人是一个“空想家和理想主义者，并不适合参与政治生活”。阿弗拉克被他的同事们描述成一个“禁欲主义者、害羞而敏感的人，生活中简单而谦虚”。别人指责他只会寻求他人帮助，而不是由自己或领导他人实现目标，例如1958年他与贾迈勒·阿卜杜-纳赛尔、阿卜杜勒-卡里姆·卡塞姆和阿卜杜拉赫曼·阿里夫合作，1963年与艾哈迈德·哈桑·贝克尔和阿里·萨利赫·萨迪、最后在1970年代与萨达姆·侯赛因合作。有一些复兴党人——其中大部分来自叙利亚领导分支——认为阿弗拉克剽窃了阿拉伯复兴社会主义意识形态的最初创始人扎基·阿尔苏齐的成果，他们谴责阿弗拉克，并给他贴上了“小偷”的标签。
阿弗拉克在他的著作中坚定地表示支持言论自由和其他人权并帮助下层民众。复兴党军事委员会在叙利亚掌权后，阿弗拉克抨击他所见到的军事独裁体制的建立，并不是他计划中的民主政体。他的理想从未被利用他理论的政权所实现。大多数学者认为叙利亚的阿萨德政权和伊拉克的萨达姆政权只不过是把阿弗拉克的意识形态当作实施独裁统治的幌子。
阿弗拉克的泛阿拉伯主义和阿拉伯社会主义思想曾经影响了许多阿拉伯民族主义者、尤其是年轻的知识分子，包括阿拉伯民族解放运动的领袖、埃及前总统纳赛尔以及伊拉克前总统萨达姆即深受他的影响。虽然阿拉伯社会主义是由阿弗拉克提出的，但将其付诸实践的是纳赛尔，所以纳赛尔的影响力远远大于阿弗拉克。阿弗拉克一手创建的复兴党夺取了叙、伊两国的政权，但他关于阿拉伯“统一、自由、社会主义”的政治理想至今未能实现，他最后反而被排斥于党的领导核心之外，被迫长期流亡，无法回到祖国，成为他个人的悲剧。

## 主要作品列表
| 阿拉伯文原名 | 中文译名（非正式）           | 出版日期 |
| ------------ | ---------------------------- | -------- |
|              | 为了复兴                     | 1953年   |
|              | 起点                         | 1971年   |
|              | 复兴与社会主义               | 1973年   |
|              | 复兴与统一                   | 1975年   |
|              | 反对扭曲阿拉伯革命运动的斗争 | 1975年   |
|              | 唯一的归宿之战               | 1979年   |

### 出处
1. 1 2 3 4 5 6 7 8 9 10 11 12  赵克仁 2000.
2. 1 2 3 4 5 6 7 8 9 10 11 12 13  杨元恪 et al. 1993，第2374－2376頁.
3. ↑  Helms 1984，第64–65頁.
4. 1 2 3  Salem 1994，第61頁.
5. ↑  Benewick & Green 1988，第4頁.
6. ↑  Ali 2003，第110頁.
7. 1 2  Seale 1990，第29頁.
8. ↑  Seale 1990，第30頁.
9. 1 2 3  Tucker 2010，第30頁.
10. ↑  Curtis & 1971，第139頁.
11. ↑  Rabil 2006，第17頁.
12. ↑  Curtis 1971，第138–139頁.
13. 1 2  Seale 1990，第34頁.
14. ↑  Rabinovich 1972，第228頁.
15. ↑  Jabel 1966.
16. 1 2  Moubayed 2006，第131頁.
17. ↑  Abdulghani 1984，第27頁.
18. ↑  Moubayed 2006，第131–132頁.
19. 1 2 3  Moubayed 2006，第132頁.
20. ↑  George 2003，第66–67頁.
21. ↑  Commins 2004，第66頁.
22. ↑  Abdulghani 1984，第28頁.
23. ↑  Benewick & Green 1988，第4頁.
24. ↑  Seale 1990，第98頁.
25. ↑  Seale 1990，第65頁.
26. 1 2  Reich 1990，第109頁.
27. ↑  Seale 1990，第61–62頁.
28. ↑  Seale 1990，第66頁.
29. ↑  Nohlen, Florian & Hartmann 2001，第221頁.
30. ↑  Seale 1990，第75頁.
31. ↑  Seale 1990，第76–78頁.
32. ↑  Seale 1990，第78頁.
33. ↑  Seale 1990，第81頁.
34. ↑  Seale 1990，第81–82頁.
35. ↑  Seale 1990，第82頁.
36. ↑  Seale 1990，第86頁.
37. ↑  Seale 1990，第88頁.
38. ↑  Seale 1990，第90頁.
39. ↑  Seale 1990，第90–91頁.
40. ↑  Seale 1990，第91頁.
41. 1 2  Seale 1990，第96頁.
42. 1 2  Seale 1990，第97頁.
43. ↑  Seale 1990，第99頁.
44. ↑  Seale 1990，第100–101頁.
45. 1 2 3 4 5  Moubayed 2006，第347頁.
46. 1 2  Moubayed 2006，第134頁.
47. ↑  Seale 1990，第102頁.
48. ↑  Seale 1990，第111頁.
49. ↑  Commins 2004，第26頁.
50. ↑  Bengio 1998，第218頁.
51. ↑  Kostiner 1998，第36頁.
52. ↑  Reich 1990，第110頁.
53. 1 2 3  Shair 2006，第39頁.
54. ↑  Harris 1997，第39頁.
55. ↑  . Georgetown University.   [2011-12-21]. （原始内容存档于2013-07-29）.
56. ↑  Robertson, Campbell; Farrell, Stephen. . The New York Times. The New York Times Company. 2008-12-31  [2011-12-21]. （原始内容存档于2012-11-10）.
57. ↑  House Diggity. . House in Iraq. 2006-05-23  [2012-03-03]. （原始内容存档于2012-02-12）.
58. ↑  Fisk, Robert. . The Independent. UK: Independent Print Limited. 2009-09-11  [2011-12-21]. （原始内容存档于2012-01-28）.
59. ↑  Hopwood 1988，第87頁.
60. ↑  Salem 1994，第62頁.
61. 1 2  Salem 1994，第66–67頁.
62. ↑  Salem 1994，第67–68頁.
63. ↑  Salem 1994，第67–68]頁.
64. ↑  Salem 1994，第67頁.
65. ↑  Salem 1994，第69–70頁.
66. ↑  Salem 1994，第68頁.
67. ↑  Ginat 2010，第118頁.
68. ↑  Makiya 1998，第198頁.
69. ↑  Makiya 1998，第198–199頁.
70. ↑  Harris 1997，第33頁.
71. ↑  Makiya 1998，第201頁.
72. ↑  Makiya 1998，第201–202頁.
73. ↑  Hopwood 1988，第88頁.
74. ↑  Benewick & Green 1988，第5頁.
75. ↑  Curtis 1971，第138頁.
76. ↑  Tucker & Roberts 2008，第183頁.
77. 1 2 3 4 5  . www.google.com.hk.   [2012-09-16] （阿拉伯语）.
78. ↑  . www.google.com.hk.   [2012-09-16] （阿拉伯语）.

### 书目
- Abdulghani, Jasim. . Taylor & Francis. 1984. ISBN 978-0801825194.
- Ali, Tariq. . Verso. 2003. ISBN 978-1859844571.
- Benewick, Robert; Green, Phillip. . Routledge. 1988. ISBN 978-0415096232.
- Bengio, Ofra. . Oxford University Press. 1998. ISBN 978-0195151855.
- Commins, Dean. . Scarecrow Press. 2004. ISBN 978-0810849341.
- Curtis, Michel. . Transaction Publishers. 1971. ISBN 978-0878550005.
- George, Alan. . Zed Books. 2003. ISBN 978-1842772133.
- Ginat, Rami. . Sussex Academic Press. 2010. ISBN 978-1845190088.
- Harris, William. . Markus Wiener Publishers. 1997. ISBN 978-1-55876-149-0.
- Helms, Christine Moss. . Brookings Institution Press. 1984. ISBN 978-0815735557.
- Hopwood, Derek. . Routledge. 1988. ISBN 978-0044450467.
- Jabel, Kamel Abu. . Syracuse University Press. 1966.
- Kostiner, Joseph. . VS Verlag. 1998. ISBN 978-3531162058.
- Makiya, Kanan. . University of California Press. 1998. ISBN 978-0520214392.
- Moubayed, Sami M. . Cune Press. 2006. ISBN 978-1885942418.
- Nohlen, Grotz; Grotz, Florian; Hartmann, Christof;.  1. University of California Press. 2001. ISBN 978-0199249589.
- Seale, Patrick. . University of California Press. 1990. ISBN 978-0520069763.
- Shair, Kamal. . I.B. Tauris. 2006. ISBN 978-1845112714.
- Rabil, Robert. . Greenwood Publishing Group. 2006. ISBN 978-0275990152.
- Rabinovich, Itamar. . Transaction Publishers. 1972. ISBN 978-0878551637.
- Reich, Bernard. . Greenwood Publishing Group. 1990. ISBN 978-0313262135.
- Tucker, Spencer.  1. ABC-CLIO. 2010. ISBN 978-1851099474.
- Tucker, Spencer; Roberts, Priscilla Mary.  1. ABC-CLIO. 2008. ISBN 978-1851098415.
- Salem, Paul. . Syracuse University Press. 1994. ISBN 978-0-8156-2628-2.
- 杨元恪; 陈有进; 邵滨鸿; 梁鲁生. . 人民日报出版社. 1993年3月. ISBN 7-80002-538-1.
- 赵克仁. . 河北师范大学学报：哲社版 (石家庄). 2000, 04: 112－116.